# 佐治亞州第五十自願步兵團
佐治亞州第五十自願步兵團（50th Georgia Volunteer Infantry Regiment）是美國南北戰爭時邦聯軍隊中的一支步兵團。

## 成立
1861年3月4日佐治亞州第五十步兵團成立於薩凡納。起初只是為了保護薩凡納和該州之南部。直到次年7月17日，佐治亞州第五十自願步兵團到達維吉尼亞州的里奇蒙，成為北維吉尼亞軍團的一支步兵團。

## 隸屬
佐治亞州第五十自願步兵團是第一兵團中，保羅·西門斯（Paul Jones Semmes）准將之軍旅中的一個步兵團，參與過不少主要戰役。
此步兵團亦曾效力田納西軍團，在西部戰場（主要是田納西州以及佐治亞州）作戰。

## 戰役
- 第二次牛奔河之役
- 南山之役
- 安提耶坦戰役
- 弗德堡之役
- 錢斯勒斯維爾之役
- 葛底斯堡之役
- 奇克莫加之役（Battle of Chickamauga）
- 莽原之役
- 史波特斯凡尼亞郡府之役
- 北安娜之役
- 冷港之役
- 彼得斯堡之役
- 查理斯鎮之役
- 細德溪之役
- 阿波馬托克斯法院之役

## 外部連結
https://web.archive.org/web/20070928081426/http://aotw.org/officers.php?unit_id=688  佐治亞州第五十自願步兵團之歷史